# Melinda tribulis
Melinda tribulis är en tvåvingeart som först beskrevs av Villeneuve 1933.  Melinda tribulis ingår i släktet Melinda och familjen spyflugor. Inga underarter finns listade i Catalogue of Life.